# Magische Eilwagenreise durch die Comödienwelt
Magische Eilwagenreise durch die Comödienwelt oder Das Scenen-Ragout in der theatralischen Einmach-Sauce oder Der musikalisch-dramatische Tandelmarkt. Tragikomisch im chinesischen Style gehaltenes, ohne Schatten und Licht hingestelltes, mit Vermeidung alles noch nie Gesehenen, für die Bühne bearbeitetes Schaugemählde in 2 Aufzügen, nebst einem damit verbundenen Vorspiele, unter dem Titel: Gewissensangst, Rache, Verzeihung und Quodlibet ist ein Quodlibet mit Vorspiel, zusammengestellt von Johann Nestroy. Es wurde am 13. März 1830 in Preßburg und am 7. September im Ständischen Schauspielhaus Graz als Benefizabend für den Autor aufgeführt.
In engem Zusammenhang mit diesem Werk steht das Stück Humoristische Eilwagen-Reise durch die Theaterwelt (1832).
Zu weiteren Quodlibets Nestroys und zu allgemeinen Anmerkungen über dieses Genre siehe den Artikel Die dramatischen Quodlibets von Johann Nestroy.

## Inhalt
Der Text des Vorspieles ist verschollen.
Erhalten gebliebenes Fragment des Quodlibets (zweiter Akt):
- erste Szene aus Die Ahnfrau von Franz Grillparzer mit einer eingefügten komischen Schnupftabakszene und Cassios Lied aus Othellerl, der Mohr von Wien von Karl Meisl, hier mit einer spöttischen Aufzählung von Liebschaften:

„Und dem Schusterwenzl / seine dicke Zenzl
Na, die liegt ihm schon gar lang im Mag'n.“ (2ter Act, 1steScene)
- zweiter Akt aus Carl Carls Staberliade Staberls Reise-Abentheuer in Frankfurt und München, in dem Staberl als falscher Lord entlarvt wird und mit einer Parodie auf das Quartett aus Der Alpenkönig und der Menschenfeind von Ferdinand Raimund flüchtet:

„So leb denn wohl du stilles Haus
Ich geh' sonst werfen's mich hinaus.“ (2ter Act, 9teScene)
- vierter Akt aus Faust. Ein Trauerspiel in fünf Acten von Ernst August Friedrich Klingemann (am 14. März 1816 in Wien erstmals im Theater an der Wien aufgeführt und bis 1852 70-mal gegeben); die Szene wurde zwar etwas gekürzt, jedoch ohne Versuch einer Parodie oder Travestie durchaus ernst gespielt: Fausts blinder Vater Diether und seine Gattin Käthe, sein Famulus Wagner und er selbst treten in dieser Szene auf, in der die schwangere Käthe von Faust vergiftet wird. Die anschließende fünfte Szene des Trauerspiels auf dem Friedhof ist nicht im Fragment vorhanden, dürfte aber nach dem Rollenverzeichnis ebenfalls gebracht worden sein.[5]

## Die Bühnen Graz und Preßburg
Direktor Johann August Stöger (1791–1861) leitete damals sowohl das Städtische Schauspielhaus Graz als auch das Preßburger Theater. Als sich Nestroy bei ihm bewarb, nachdem er wegen Extemporierens von der Polizei in Brünn am 30. April 1826 ausgewiesen worden war, bekam er ein Engagement für Graz. Dort debütierte Nestroy am 23. Mai 1826 als Figaro im Barbier von Sevilla. Weitere Rollen in großen Opern wurden Publikumserfolge, ebenso verkörperte er ernste Sprechrollen, wie den Walter Fürst in Wilhelm Tell, den Lionel in Die Jungfrau von Orleans, den Sir Paulet in Maria Stuart, den Geist im Hamlet und anderes. Hier spielte er auch häufig in Stücken Ferdinand Raimunds und Franz Grillparzers. In Graz wandelte er sich vom Opernsänger über den „seriösen“ Schauspieler schließlich zum Komödianten und Possenschreiber. Ab 1828 wechselte er zwischen den Bühnen von Graz und Preßburg hin und her und im März 1831 kündigte er seinen Vertrag mit Direktor Stöger. In seine Grazer Zeit fiel 1827 auch der Ehebruch seiner Gattin Wilhelmine Nespiesni und 1828 der Beginn seiner Lebensgemeinschaft mit Marie Weiler. Nach einem Zwischenspiel in Lemberg landete er endgültig in Wien bei Direktor Carl Carl.

## Werksgeschichte
Die Magische Eilwagenreise durch die Comödienwelt war eines der frühen dramatischen Werke des jungen Nestroy, der zu dieser Zeit an den gemeinsamen Bühnen Graz-Preßburg engagiert war. Der Inhalt der beiden Aufführungen an diesen Orten war offenbar identisch, wie aus den wenigen erhaltenen Theaterzetteln und Textfragmenten zu entnehmen ist. Die Formulierung auf dem Theaterzettel zusammengestellt von Johann Nestroy lässt offen, ob damit das gesamte Quodlibet oder lediglich das Vorspiel gemeint sind. In Nestroys eigenhändigen Repertoire auf S. 55. wird das Stück allerdings eindeutig als Quodlibet in zwey Aufzügen von J. Nestroy angeführt.
Zu seinem Auftritt in Lemberg am 9. Mai 1831, kurz vor seiner Rückkehr nach Wien, berichtete die Wiener Theaterzeitung von Adolf Bäuerle am 9. Juni dieses Jahres:
„Sein zweytes Debut war in dem von ihm zusammengestellten Quodlibet ‚die magische Eilwagenreise durch die Komödienwelt‘. Er erschien als Zettelträger Papp, als Staberl (Lord), als Spindelbein, als Schmieramperl, als Aschenmann und als Bims. Hr. Nestroy erhielt den ungetheiltesten Byfall und wurde drey Mahl gerufen.“
In der Grazer Aufführung spielte im Vorspiel Nestroy den Theaterdiener Strobelkopf und im Quodlibet den stummen Knaben Victorin, den Physikus (Arzt) Staberl, den Lord Staberl, die Luftgestalt Spindelbein und den Vagabunden Bims.
Der Text des Vorspiels ist verschollen, vom Quodlibet gibt es ein eigenhändiges Manuskriptfragment Nestroys, das erst 1998 im Österreichischen Theatermuseum (Inventarnummer 236.413) wieder aufgefunden wurde.